# جوني ووكر (لاعب كرة قاعدة)
جوني ووكر (بالإنجليزية: Johnny Walker)‏ هو لاعب كرة قاعدة أمريكي، ولد في 11 ديسمبر 1896 في تولون في الولايات المتحدة، وتوفي في 19 أغسطس 1976 في هوليوود في الولايات المتحدة.